# 양회문
양회문(梁會文, 1951년 3월 4일 ~ 2004년 9월 17일)은 대신그룹 회장을 지낸 대한민국의 금융인이다. 본관은 제주.

## 가족
- 아버지 : 양재봉 (1925년 6월 20일 ~ 2010년 12월 9일)
  - 배우자 : 이어룡 (1953년 9월 9일 ~ 생존)
    - 장남 : 양홍석 (1981년 4월 20일 ~ 생존)
    - 차남 : 양홍준 (1983년 ~ 2007년 1월)